# Der Jude aus Linz
Das Buch Der Jude aus Linz. Hitler und Wittgenstein aus dem Jahre 2002 ist ein Werk des australischen Schriftstellers Kimberley Cornish. Darin unternimmt der Autor den Versuch, eine wichtige Beziehung zwischen Ludwig Wittgenstein und Adolf Hitler nachzuweisen sowie Wittgenstein als Agentenführer im Auftrag der Sowjetunion zu enttarnen.

## Unterschiede zur englischen Originalausgabe
Die vergriffene deutsche Fassung ist eine Erweiterung und Überarbeitung der englischen Ausgabe von 1998. Übersetzer und Verlag hätten der Kritik des Autors über gravierende Umstellungen und Kürzungen seines Manuskripts Rechnung getragen und den Originaltext für die deutsche Fassung herangezogen, wodurch die deutsche Ausgabe umfangreicher geworden sei und der Intention des Verfassers besser entspreche.

## Thesen des Buches
1. Als Schuljunge sei Adolf Hitler ca. 1904 in Linz aufgrund einer Auseinandersetzung mit seinem Mitschüler Ludwig Wittgenstein zum Antisemiten geworden.
2. Um der wachsenden Macht der Nazis entgegenzutreten, sei Wittgenstein in den 1920er-Jahren der Komintern beigetreten.
3. Als Hochschullehrer am Trinity College in Cambridge habe Wittgenstein dort Burgess, Philby und Blunt sowie Maclean als Spione für die Sowjetunion angeworben.
4. Wittgenstein sei verantwortlich für die geheime Weitergabe der Entschlüsselung des deutschen Enigma-Codes an Stalin gewesen, was schließlich zu den Niederlagen der Nazis an der Ostfront und der Befreiung der überlebenden Juden aus den Konzentrations- und Vernichtungslagern der Nazis geführt habe.
5. Sowohl Hitlers rhetorische Wirkmacht und Wittgensteins Sprachtheorie entstammten der hermetischen Tradition, deren Schlüssel Wittgensteins von Peter Strawson so bezeichnete Lehre vom „Nicht-Besitzen“ oder von der „Nicht-Subjektivität“ des Ich sei.[2]

## Resonanz
In den Rezensionen von Der Jude aus Linz finden sich besonders häufig folgende Kritikpunkte:
1. Cornishs Beweise seien fadenscheinig (die meisten der zur Unterstützung der Thesen vorgetragenen Argumente stützen sich auf Indizien und Spekulationen).
2. Es gebe kaum Belege dafür, dass Hitler und Wittgenstein einander bekannt waren.
3. Es gebe keinen Beweis für die besonders aufsehenerregenden Thesen, es habe eine persönliche Feindschaft zwischen den beiden gegeben bzw. dass Hitlers Hass auf Wittgenstein den Verlauf des nationalsozialistischen Antisemitismus bestimmt habe.
4. Trotz der Vielzahl von Materialien, die seit dem Zusammenbruch der Sowjetunion aus den Archiven des KGB hervorgegangen sei, gebe es keinen Beweis dafür, dass Wittgenstein ein Agent Stalins gewesen war, geschweige denn einer der wichtigsten Sowjetagenten in Großbritannien.
5. Cornish stelle das Denken Wittgensteins und sein philosophisches Herkommen grob falsch dar bzw. habe dieses überhaupt nicht verstanden.

Carlos Widmann mokierte sich über den laxen Umgang des Autors mit Fakten:

„Und warum nicht? ‚Was denkbar ist, ist auch möglich‘, heißt es im ‚Tractatus logico-philosophicus‘, an dem der junge Mathematiker Ludwig Wittgenstein bereits arbeitete, als sein sechs Tage älterer Schulkamerad Adolf Hitler noch in Wiener Männerheimen logierte. Cornish muß als Philosophiestudent über diesen Lehrsatz gestolpert sein, denn er scheint daraus die Leitlinie seiner eigenen Wissenschaft (‚Psycho-History‘) entwickelt zu haben. Ihr Motto lautet offenkundig: Auch was gewesen sein könnte, ist Geschichte. […] Unter solch idealen Voraussetzungen für kreatives Geschichtsschreiben muß es eine Lust sein, sich zum Historiker zu mausern.“

Eva Reichmann schreibt:

„Der Tod von sechs Millionen Juden, von abertausenden Soldaten aller Nationalitäten, die Ermordung Tausender in deutschen KZs – dies alles zu reduzieren auf eine nicht nachweisbare Begegnung zwischen Hitler und Wittgenstein, auf eine nicht nachweisbare gegenseitige Beeinflussung (denn der Nachweis gelingt Cornish nicht!) ist mehr als Verhöhnung aller Opfer und aller bisherigen wissenschaftlichen Arbeiten zu diesem Thema.“

Ludger Lütkehaus resümiert:

„So macht man aus fast nichts fast alles. Nur eines verstehen wir nicht: Warum ist Cornish im Vorfeld steckengeblieben? Denn das ist doch nach der Lektüre seines Buches auch dem Begriffsstutzigsten klar: Wittgenstein war Hitler. Die Frage nur, wer ihr Autor ist. War Cornish am Ende Wittgenstein und Hitler?“

Die Besprechung von Kathrin Chod in Berliner Lesezeichen stapelt in einer Mischung aus Befremden und Sarkasmus Cornishs Vermutungen und Behauptungen aufeinander und überlässt es am Ende dem Leser, sich anhand dessen einen Eindruck zu bilden.
Jan Westerhoff schreibt:

„Dabei handelt es sich bei Cornishs Buch um ein interessantes Kabinettstück eines nahezu paranoiden Geschichtsverständnisses, das die gesamte Geschichte des 20. Jahrhunderts von einem Gesichtspunkt (nämlich dem des vermuteten Austauschs zwischen den Schülern Wittgenstein und Hitler) her sieht. Auf diese Weise versucht Cornish, Belege für seine These aus der Geschichte selbst zu erhalten. Wer jedoch ‚Ludwig‘ und ‚Adolf‘ in den Wald hineinruft, sollte sich nicht wundern, wenn es ‚Wittgenstein‘ und ‚Hitler‘ herausschallt. Deutlich zeigt sich hier, wie inadäquat die Methode ist, zur Unterstützung einer These, für die keine Belege existieren, eine große Menge an Beinahe-Belegen anzuhäufen.“

Laut Michael Rißmann beruht Cornishs These, Hitlers religiöse Anschauungen seien bereits in Linz entscheidend durch Ludwig Wittgenstein geprägt worden, auf „allzu kühner Spekulation“, wobei Cornish die intellektuellen Kapazitäten des Diktators überschätze und, um Hitlers angebliche okkultistische Interessen zu beweisen, auf die erfundenen Gespräche zurückgreife, die Hermann Rauschning mit Hitler geführt haben will.
Hermann Möcker veröffentlichte in  Österreich in Geschichte und Literatur einen Artikel mit der Überschrift War Wittgenstein Hitlers 'Jude aus Linz', wie Kimberley Cornish aus antipodischer Sicht meint? Biographische Korrekturen zum Schüler Adolf und Gedanken zu einem krausen Buch.
Demgegenüber verfasste Tom Appleton eine lobende Besprechung des „vergessenen Buches“. Zwar nennt er die Grundannahme in Cornishs Buch eine „recht abenteuerliche These“, was ihn jedoch nicht von Kritik an den bisherigen Rezensenten abhält:

„Das Buch hatte bereits nach der Veröffentlichung der englischen Ausgabe mächtige Verrisse aus deutschen Landen kassiert, aber ich halte es für so interessant, dass das totale Totschweigen seit dem Erscheinen der deutschen Ausgabe mir als eine geradezu fahrlässig unzulässige Verfahrensweise erscheint, als bewusstes Festhalten an einer festgefahrenen Optik, als Verteidigung des blinden Flecks, im Grunde also als Weigerung, die eigene Geschichte wirklich unverzerrt wahrzunehmen.“